# Gare de Wilwerdange
La gare de Wilwerdange était une gare ferroviaire luxembourgeoise de la Vennbahn, située au village de Wilwerdange sur le territoire de la commune de Troisvierges, dans le canton de Clervaux.
C'était une halte voyageurs de la Société nationale des chemins de fer luxembourgeois (CFL), avant sa fermeture en 1950.

## Situation ferroviaire
Établie à 471 mètres d'altitude, la gare de Wilwerdange était située sur la Vennbahn, entre les gares de Lengeler en Belgique et de Troisvierges.

## Histoire
La station de Wilwerdange est mise en service lors de l'ouverture à l'exploitation de la section luxembourgeoise de la Vennbahn le 4 novembre 1889.
La ligne est fermée au trafic voyageurs par arrêté grand-ducal le 17 novembre 1950, la ligne ferme quant à elle au trafic fret en 1978. Le bâtiment voyageurs existe toujours et sert a priori de maison d'habitation.

## Service des voyageurs
Gare fermée depuis le 17 novembre 1950. La gare reste desservie par autobus, par le Régime général des transports routiers.